# 1673 van Houten
1673 van Houten је астероид главног астероидног појаса чија средња удаљеност од Сунца износи 3,105 астрономских јединица (АЈ).
Апсолутна магнитуда астероида је 11,6.